# Campionati italiani di aquathlon del 2016
I Campionati italiani di aquathlon del 2016 (XVII edizione) sono stati organizzati dalla Federazione Italiana Triathlon e si sono tenuti a Zibido San Giacomo in Lombardia, in data 19 giugno 2016.
Tra gli uomini ha vinto Andrea Giacomo Secchiero ( Fiamme Oro), mentre la gara femminile è andata a Annamaria Mazzetti ( Fiamme Oro).

## Risultati

### Élite uomini
| Pos. | Atleta                     | Società sportiva               | Corsa    | Nuoto    | Corsa    | Totale   |
| ---- | -------------------------- | ------------------------------ | -------- | -------- | -------- | -------- |
|      | Andrea Giacomo Secchiero   | Fiamme Oro                     | 00:07:56 | 00:14:05 | 00:08:34 | 00:30:35 |
|      | Stefano Rigoni             | Padova Nuoto Fidia             | 00:07:53 | 00:14:03 | 00:08:40 | 00:30:36 |
|      | Marco Dalla Venezia        | Liger Team Keyline             | 00:07:53 | 00:14:07 | 00:09:04 | 00:31:04 |
| 4    | Valerio Patanè             | CUS Pro Patria Milano          | 00:07:56 | 00:15:18 | 00:08:52 | 00:32:06 |
| 5    | Thomas Francesco Previtali | Triathlon Cremona Stradivari   | 00:07:55 | 00:15:33 | 00:09:08 | 00:32:36 |
| 6    | Nicolò Simonigh            | Aquatica Torino                | 00:08:20 | 00:14:53 | 00:09:33 | 00:32:46 |
| 7    | Michele Sarzilla           | Raschiani Tri Pavese           | 00:08:05 | 00:15:44 | 00:09:07 | 00:32:56 |
| 8    | Kristian Brossa            | Los Tigres                     | 00:08:07 | 00:15:38 | 00:09:14 | 00:32:59 |
| 9    | Michele Bonacina           | CUS Pro Patria Milano          | 00:08:02 | 00:15:32 | 00:09:34 | 00:33:08 |
| 10   | Emanuele Grenti            | CUS Parma                      | 00:08:10 | 00:15:31 | 00:09:31 | 00:33:12 |
| 11   | Alberto Chiodo             | T.D. Rimini                    | 00:08:01 | 00:16:26 | 00:08:50 | 00:33:17 |
| 12   | Simone Villanova           | Junior Club Triathlon Vigevano | 00:08:18 | 00:15:30 | 00:09:32 | 00:33:20 |
| 13   | Andrea Borsacchi           | Canottieri Napoli              | 00:08:11 | 00:15:38 | 00:09:35 | 00:33:24 |
| 14   | Luca Bertaccini            | B4S-TTT                        | 00:08:32 | 00:15:54 | 00:09:28 | 00:33:54 |
| 15   | Luca Cavina                | Imola Triathlon                | 00:08:21 | 00:16:09 | 00:09:39 | 00:34:09 |
| 16   | Andrea Martinelli          | Livorno Triathlon              | 00:09:28 | 00:14:54 | 00:10:03 | 00:34:25 |
| 17   | Emanuele Faraco            | Ermes Campania                 | 00:08:37 | 00:16:18 | 00:09:32 | 00:34:27 |
| 18   | Cristian Cerchiaro         | Njoy Triathlon Varese          | 00:08:31 | 00:16:26 | 00:09:32 | 00:34:29 |
| 19   | Fabrizio Nano              | CUS Torino Triathlon           | 00:08:33 | 00:16:30 | 00:09:27 | 00:34:30 |
| 20   | Cristiano Marchese         | CNM Triathlon                  | 00:08:28 | 00:16:31 | 00:09:42 | 00:34:41 |

### Élite donne
| Pos. | Atleta                | Società sportiva        | Corsa    | Nuoto    | Corsa    | Totale   |
| ---- | --------------------- | ----------------------- | -------- | -------- | -------- | -------- |
|      | Annamaria Mazzetti    | Fiamme Oro              | 00:08:50 | 00:15:51 | 00:09:44 | 00:34:25 |
|      | Elisa Marcon          | 707 Triathlon Team      | 00:09:14 | 00:15:47 | 00:10:27 | 00:35:28 |
|      | Silvia Visaggi        | Torino Triathlon        | 00:10:05 | 00:16:38 | 00:11:01 | 00:37:44 |
| 4    | Valeria Vergani       | Pratogrande             | 00:10:38 | 00:16:25 | 00:11:17 | 00:38:20 |
| 5    | Daniela Ansaloni      | Läufer Club Bozen       | 00:09:47 | 00:17:27 | 00:11:15 | 00:38:29 |
| 6    | Giulia Fiorin         | Padova Nuoto Fidia      | 00:10:02 | 00:17:27 | 00:11:10 | 00:38:39 |
| 7    | Beatrice Taverna      | Trylogy                 | 00:10:02 | 00:17:30 | 00:11:10 | 00:38:42 |
| 8    | Silvia Tonti          | Minerva Roma            | 00:10:10 | 00:17:25 | 00:11:25 | 00:39:00 |
| 9    | Claudia Mondini       | Padova Nuoto Fidia      | 00:10:08 | 00:17:41 | 00:11:33 | 00:39:22 |
| 10   | Nicole Caironi        | Raschiani Tri Pavese    | 00:10:10 | 00:17:07 | 00:12:13 | 00:39:30 |
| 11   | Giorgia Alessandrini  | Padova Nuoto Fidia      | 00:10:19 | 00:16:50 | 00:12:32 | 00:39:41 |
| 12   | Federica Schianchi    | CUS Pro Patria Milano   | 00:10:01 | 00:18:04 | 00:12:02 | 00:40:07 |
| 13   | Federica Fanciullacci | Livorno Triathlon       | 00:10:56 | 00:16:57 | 00:12:20 | 00:40:13 |
| 14   | Giorgia Palieri       | Los Tigres              | 00:10:51 | 00:17:07 | 00:12:16 | 00:40:14 |
| 15   | Eleonora Zambon       | Padova Nuoto Fidia      | 00:10:13 | 00:17:35 | 00:12:39 | 00:40:27 |
| 16   | Veronica Grenti       | CUS Parma               | 00:10:33 | 00:18:16 | 00:11:43 | 00:40:32 |
| 17   | Camilla Magliano      | CUS Torino Triathlon    | 00:09:22 | 00:20:24 | 00:11:36 | 00:41:22 |
| 18   | Maria Teresa Scrivani | Road Runners            | 00:10:29 | 00:19:11 | 00:11:46 | 00:41:26 |
| 19   | Giorgia Niboli        | Scgs Bullring Triathlon | 00:10:55 | 00:17:29 | 00:13:29 | 00:41:53 |
| 20   | Silvia Maria Pasquale | CNM Triathlon           | 00:09:46 | 00:21:32 | 00:10:38 | 00:41:56 |